# Leppävaara

Leppävaara (en suédois : Alberga, en argot Lepuski) est un quartier de l'est de la ville d'Espoo en Finlande. 

## Description
Leppävaara compte 21 745 habitants (31.12.2016).
Les quartiers limitrophes sont Kilo, Karakallio, Lintuvaara et Laajalahti .

## Transports
Leppävaara est une plaque tournante majeur du transport de la région. 
Leppävaara est située au croisement de la rocade Kehä I et de la voie ferrée côtière menant d'Helsinki à Turku, dont la partie d'Helsinki à la gare de Leppävaara est très fréquentée par les trains de banlieue.
Juste à côté de la voie ferrée, la route régionale 110, traverse Leppävaara. 
La route nationale 1 devient une autoroute après Leppävaara à environ deux kilomètres plus au sud.
Les trains de banlieue A, E, L, U, U et Y s'arrêtent à la gare de Leppävaara.
Depuis octobre 2015, les trains longue distance à destination de Turku s'arrêtent également à la gare de Leppävaara.
Au printemps 2018, le réseau de vélos urbains  d'Helsinki et Espoo s'est étendu à Leppävaara qui compte 32 stations de vélo.

## Éducation
À Leppävaara, se trouvent, entre autres, le lycée de Leppävaara (fi), EVTEK (fi), l'université des sciences appliquées Laurea, l'Université des sciences appliquées Metropolia, l' école d'horlogerie (fi) et l'école de musique Juvenalia ainsi que la bibliothèque de Sello dans le centre commercial Sello.

## Galerie

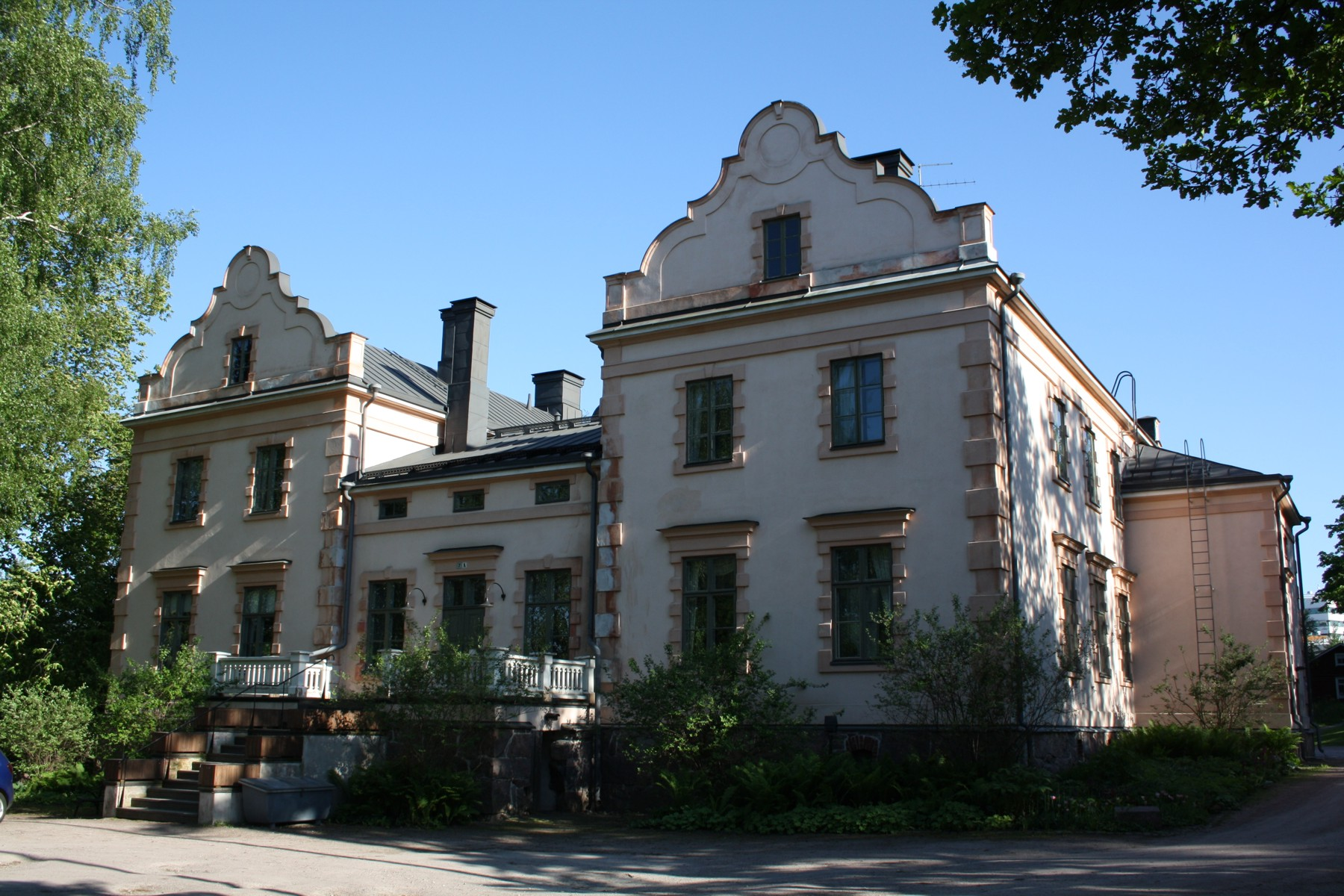
Manoir d'Alberga.
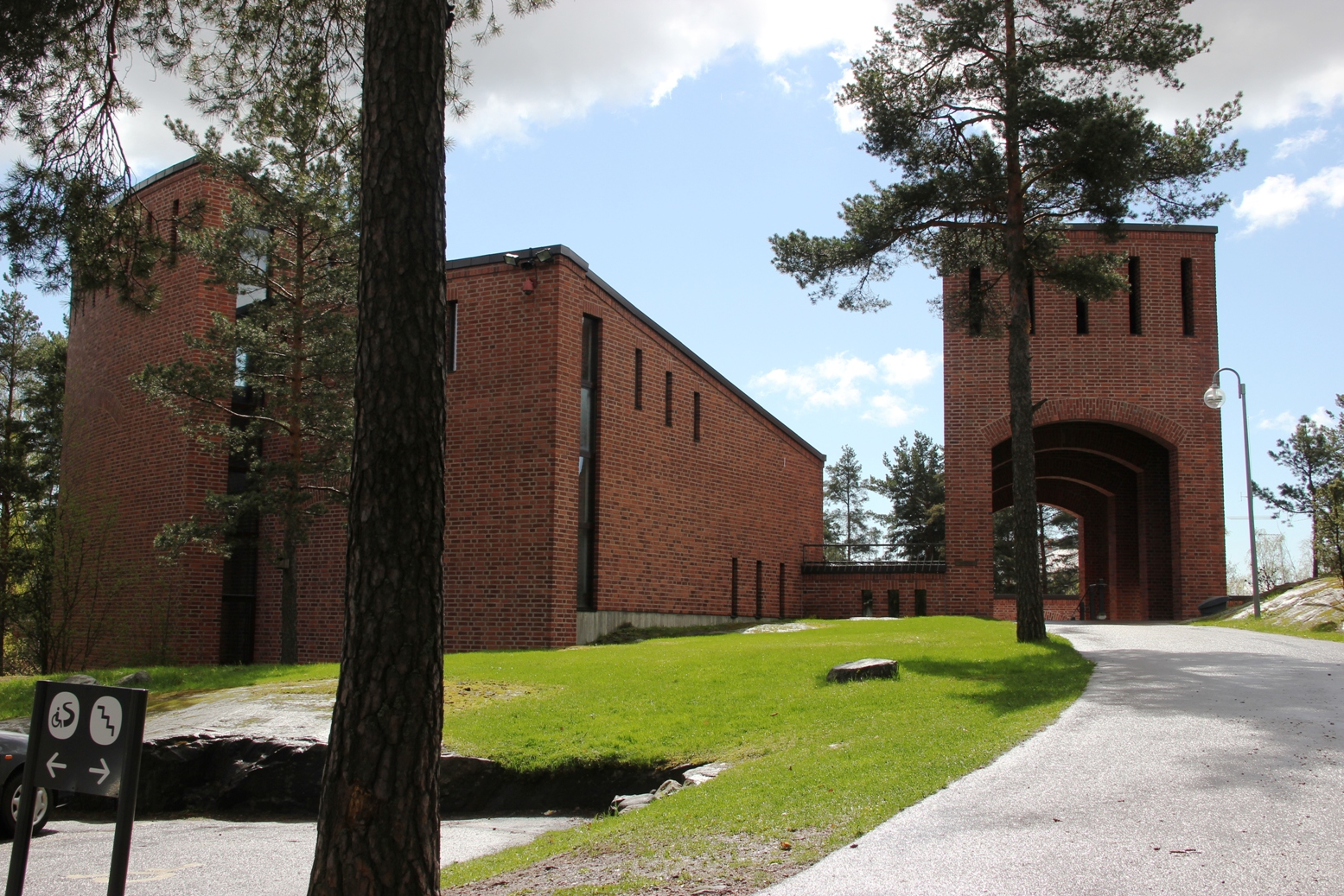
Église de Leppävaara.
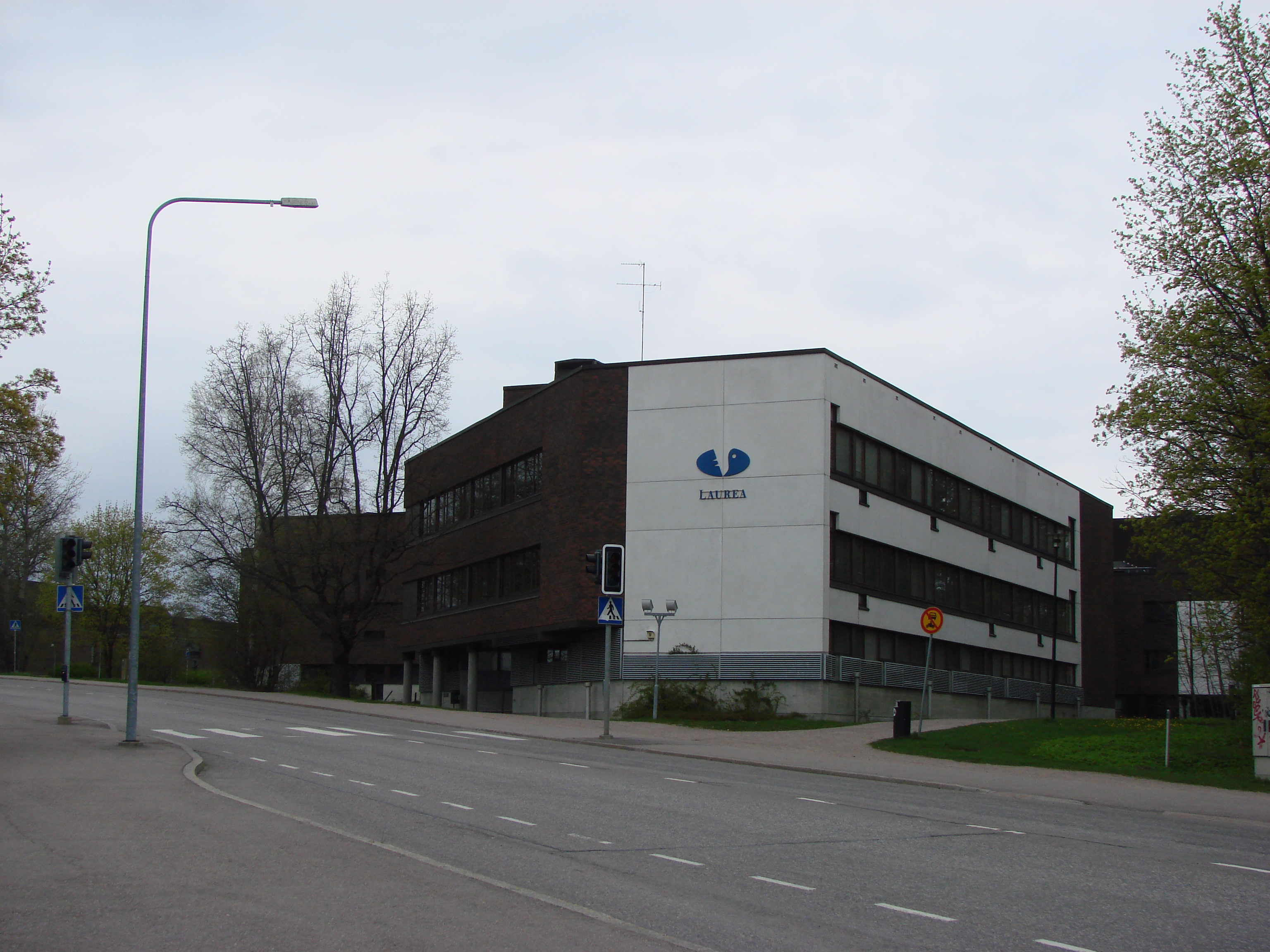
L'université des sciences appliquées Laurea.

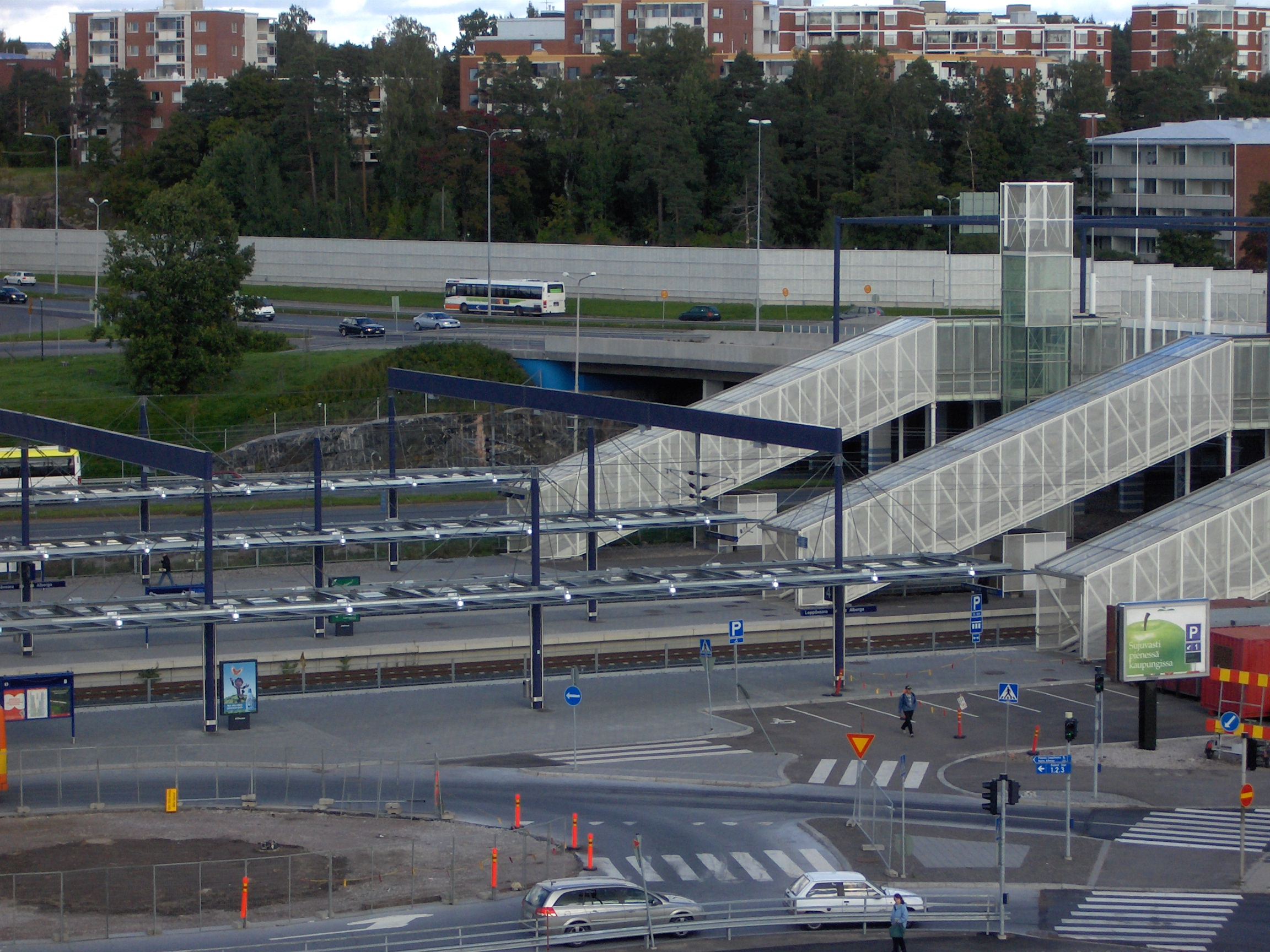
Gare ferroviaire de Leppävaara
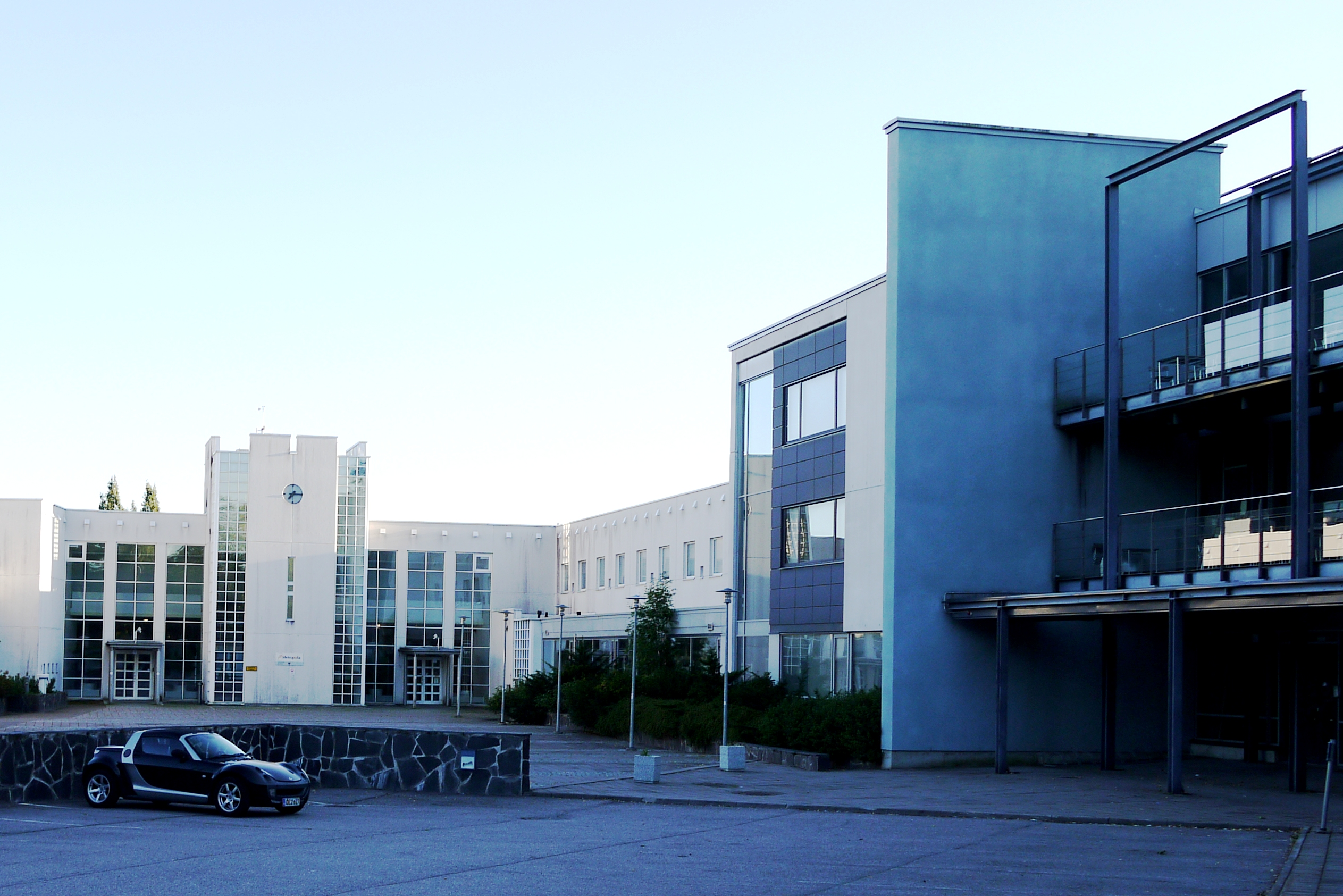
Campus de Metropolia à Leppävaara.
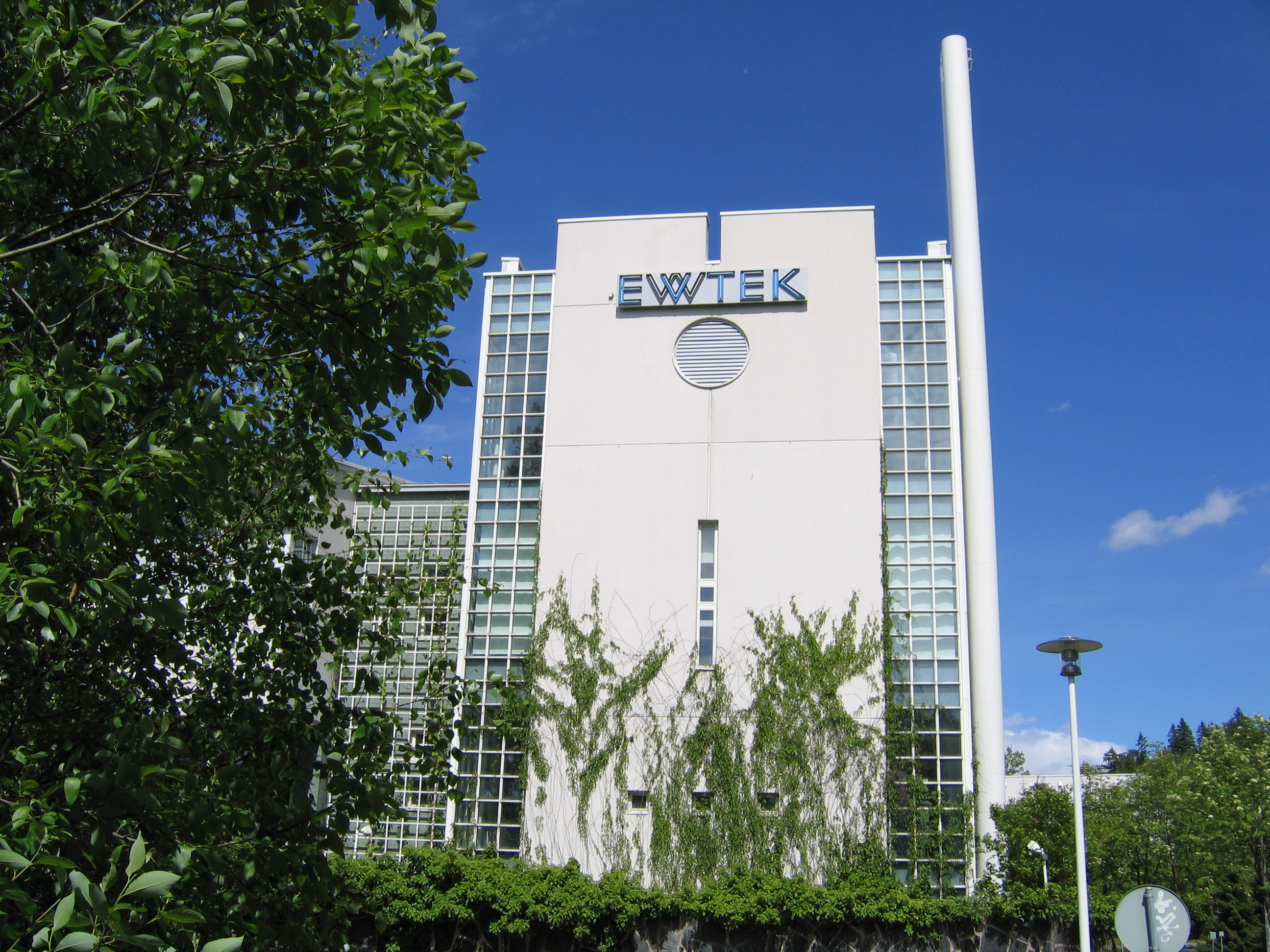
EVTEK.
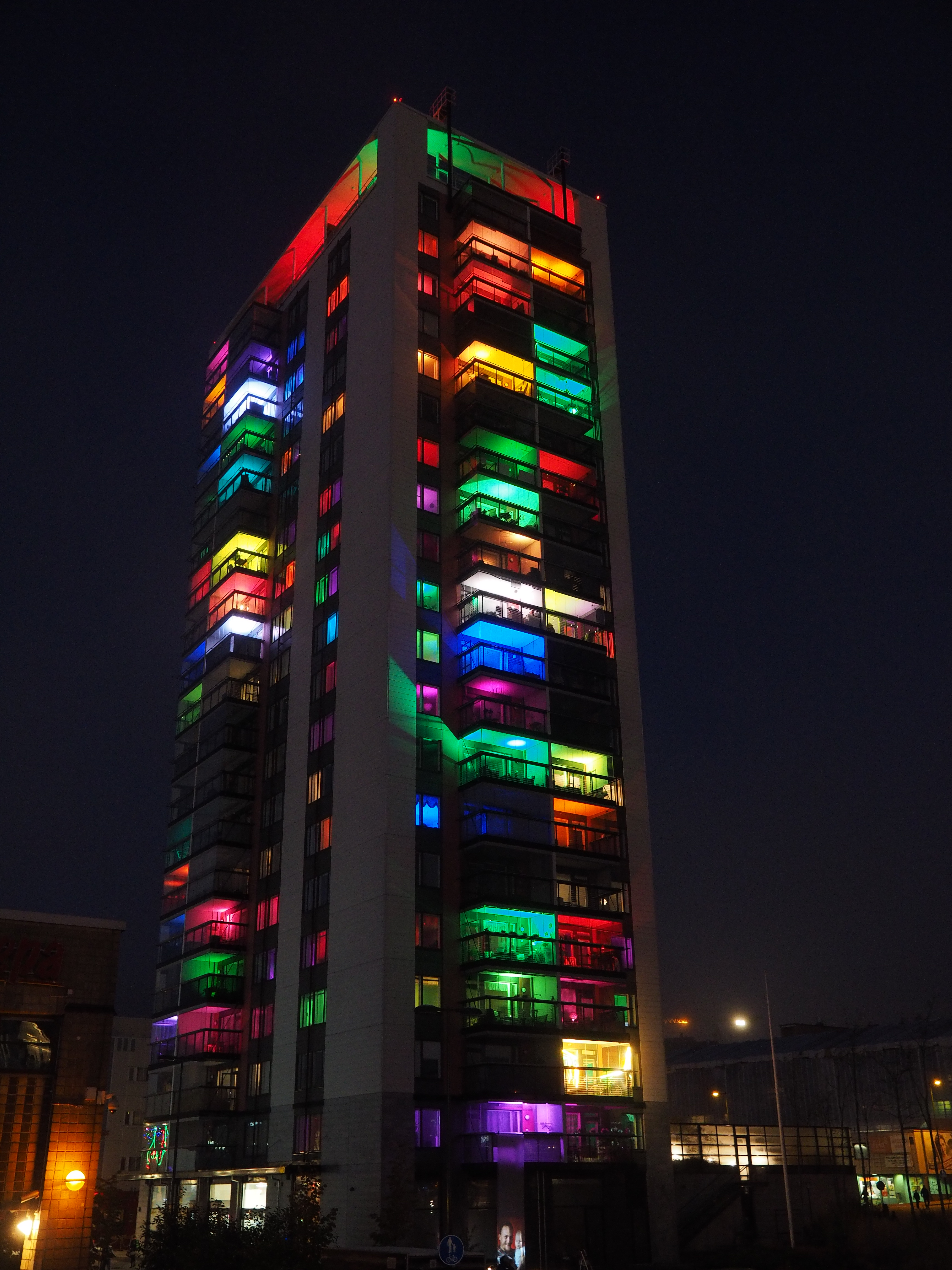
Tour de Leppävaara.